# توتنز (دائرة انتخابية في المملكة المتحدة)
توتنز (بالإنجليزية: Totnes)‏ هي إحدى الدوائر الانتخابية في المملكة المتحدة الممثلة في مجلس العموم في برلمان المملكة المتحدة.
عضو البرلمان الذي يمثلها حالياً هو أنطوني ستين (بالإنجليزية: Anthony Steen)‏ عن حزب المحافظين.